# 純情少女エトセトラ
『純情少女エトセトラ』（じゅんじょうしょうじょエトセトラ）は、美矢火による日本の漫画作品。および、それを原作とした成人向けOVA。
本稿では、アニメ化された2作品のみを表記する。

## 〜純情少女〜
ストーリー
新しい教室で迎える初めてのホームルーム。皆が順番に自己紹介を行っていた中、隣席で自身焦げな態度を取る倉餅このみの姿に、城乃内ゆうとは「純情少女」と心の中で呟き、密かに好意を抱いてしまった。
登場人物
城乃内ゆうと（じょうのうち ゆうと）
声 - 片桐勇介
本編の主人公。明るく気さくな性格。大の年上好きで、既婚者の姉がいる。
OVA版では、このみとの初体験の様子が描かれた。
倉餅このみ（くらもち このみ）
声 - 飯野ユウ
本編のヒロイン。内気で引っ込み思案な純情少女。おさげ髪に眼鏡という地味な出で立ちだが、実際は大人びた顔立ちの隠れ美人。長身でプロポーションもよく、かなりの巨乳。
ユキ
声 - 無し
このみの親友。小柄な体格と黒髪のセミロングヘアが特徴。OVA版には未登場。

## 〜ネット▼ラブ〜
ストーリー
人目を惹く容姿を持つルミには、なぜか男の影が一切見えない。それもそのはず。彼女には他人に決して言えない秘密があったのだから。
登場人物
ルミ
声 - 不明
本編のヒロイン。茶髪のツインテールが特徴の美少女。
こゆき
声 - 不明
ルミの親友。黒髪のセミロングヘアが特徴。

## 書誌情報
- 美矢火 『純情少女エトセトラ』 若生出版〈ワコーコミックス〉、全1巻
  1. 2012年12月22日発売 ISBN 978-4-948714-40-3[1]

## OVA
- 純情少女エトセトラ 〜純情少女〜（2013年8月2日発売）JANコード 4571211618484[2]
- 純情少女エトセトラ 〜ネット▼ラブ〜（2013年10月4日発売）JANコード 4571211619566[3]

### スタッフ
- 原作：美矢火/若生出版『純情少女エトセトラ』より
- プロデューサー：Ecox & スマッシュ・ゾンビ
- アニメーションプロデューサー：太多秀太
- 監督・演出：太多秀太
- 絵コンテ：巴里
- 脚本：佐和山進一郎
- キャラクターデザイン：かぁすぐんそう
- 作画監督：しげまつしんいち
- アニメーション制作：スタジオ1ｓt